# Śluza Gawrony
Śluza Gawrony – trzecia z czterech śluz na Kanale Ślesińskim zlokalizowana we wsi Gawrony w gminie Skulsk w województwie wielkopolskim. Obecnie śluza obsługuje, prawie wyłącznie, ruch jednostek turystycznych.

## Historia
Śluza została zbudowana w latach 1946–1948. Jest zlokalizowana na 24,24 km drogi wodnej Warta-Gopło. W 1985 roku został zbudowany jaz Gawrony, który zaczyna się na 24,10 km drogi wodnej.

## Opis
Aby móc przepływ wody przez stanowisko szczytowe skierować na jaz Gawrony w głowie śluzy zamontowane są gniazda do osadzania belek tamujących, które odcinają śluzę od górnej wody. Funkcjonowanie śluzy jest ściśle związane z jazem, który służy do regulowania poziomu spiętrzenia na stanowisku szczytowym kanału oraz do odprowadzania kanałem wód powodziowych do Noteci przez jezioro Mielno.
Jaz Gawrony składa się z 4 przęseł o szerokości 2 metry umożliwia spiętrzenie wody do wysokości 83,87 m n.p.m.

## Remont
W ramach projektu „Modernizacja Kanału Ślesińskiego w km 0,00-32,00 poprzez remont śluz w Koszewie, Gawronach, Pątnowie i Morzysławiu oraz roboty pogłęb. udrożnieniowe” współfinansowanego z Europejskiego Funduszu Rozwoju Regionalnego w 2013 roku został przeprowadzony remont śluzy. Obejmował on przebudowę zabezpieczeń przeciwfiltracyjnych i konstrukcji betonowych wraz z przebudową zamknięć śluzy. Wyremontowano i doposażono śluzę oraz jaz Gawrony oraz umocniono dno i skarpy kanału powyżej i poniżej śluz.